# György Szondy
György Szondy nebo Juraj Šucha (? – 9. července 1552, Hrad Drégely) byl voják a kapitán hradu Drégely. Jeho odvážný boj proti Turkům vzbudil v očích nepřítele hluboké uznání, proto ho budínský paša Hádim Ali dal pochovat se všemi poctami.

## Původ
Podle některých historiků pocházel ze slovenské selské rodiny Turčanské stolici, podle jiných pocházel z měšťanské rodiny. V jemu adresovaných dopisech jej oslovují egregius. Toto slovo se od 15. století používalo pro oslovení zemanů. To pravděpodobně poukazuje jenom na jeho vojenskou hodnost, a nelze vyloučit že dosáhl šlechtického titulu.
Jméno Szondy se v dopisech píše s „„i“ a také s „y“. Jediný podle jména zaznamenaný potomek byl jeho bratr Jakab Szondy, který určitě nebyl šlechtic. Jakaba Szondyho označuje komora ze dne 26. listopadu 1554 jako circum spectus, což v tomto období bylo označení městských obyvatelů. Kdyby byl György Szondy šlechtic, titul by připadl i jeho bratrovi. Jeho původní příjmení bylo Suhó (Szuhó), příjmení Szondy si přibral sám. Tato informace pochází ze žádosti jeho bratra Jakaba (žádal krále Ferdinanda o donaci majetku), protože ve své prosbě se nazývá Szondy alias Suhó.

## Život

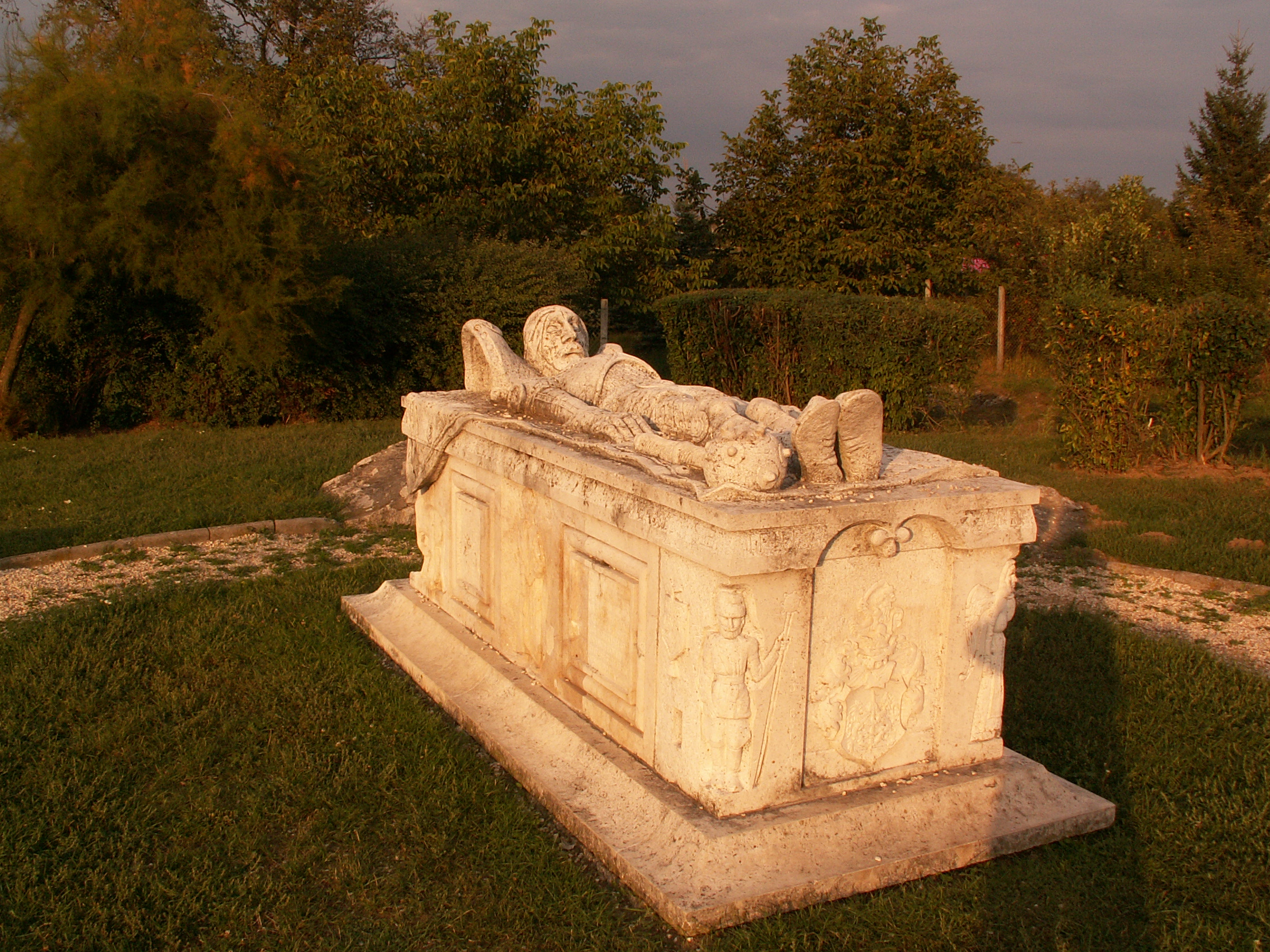
Hrob Szondyho v Drégelypalánk

V dětství si Györgyho vzal k sobě Ferenc Révay, který ho naučil psát a chlapec vyrůstal na jeho dvoře v Sklabini. Proto cítil velkou vděčnost, o čem podává svědectví i jeho dopis. V bitvách o pohraniční pevnosti se vyznamenal svou statečností. Do pozornosti historie se však dostává v polovině čtyřicátých let 16. století, když ho po pádu Ostřihomu a Novohradu ostřihomský arcibiskup Pál Várday jmenoval správcem Drégelského panství a kapitána hradu.
Malé horské sídlo nepostačovalo vojenským požadavkům té doby. Hromadily se problémy, například střelný prach skladovaný v hradní věži po zasáhnutí bleskem vybuchl, což poškodilo stěny. Szondy se snažil hrad lépe opevnit; zachovalo se množství dopisů, ve kterých žádal o zvýšení počtu hradní posádky a výrobu munice. Podal dokonce návrh, aby těžce bránitelný Hrad Drégely zbourali a namísto něho postavili novou pevnost na nedalekém bažinatém místě. Návrh královský dvůr uvážil, ale z finančních důvodů k realizaci nedošlo.
Roku 1552 bránilo hrad 16 jezdců, 60 pěšáků, jeden dělostřelec a 3 hradní strážci. V době blížícího se tureckého útoku napsal dopis komoře města Banská Štiavnica a biskupovi Nitry. V dubnu král povolil naverbování 40 pěšáků na posílení posádky, v červnu odpověděla na jeho dopis Banská Štiavnica, která poslala 26 žoldnéřů. Nitranský biskup Ferenc Thurzó osobně navštívil hrad a přesvědčil se o nedostatku obrany a jeho zlomovém stavu. Poslal na hrad několik kameníků aby opravili hrad.
Začátkem června a po obsazení Veszprému bylo jen otázkou času, kdy se vojska budínského paši Aliho pohnou směrem na banské města. Podkapitán Gergely Bekefalvay opustil hrad kvůli nevyplacení žoldu a po obdržení zprávy o přibližujících se Turků, při čemž nechal samotného Szondyho při vedení obrany. Královská komora nevyplatila Szondymu 322 forintů za předcházející služby, i při dvou napomenutích krále, ale k osobnímu řešení věci se kapitán už nedostal kvůli turecké hrozbě. Sám napsal: „Já sám by jsem tam zašel, ale dům jeho veličenstva krále nedokážu opustit.“
Budínský paša Hádim Ali začátkem července obléhal hrad s děly a vojskem o počtu 8-10 000 mužů. Útok nezastihl Szondyho nečekaně, protože už od začátku roku se šířily zprávy o připravovaném tažení. Do 6. července Turci obklíčili hrad. Dvě turecké divize zůstaly přímo před hradem, třetí pravděpodobně uzavřela cestu vedoucí na Šahy a Ďarmoty, aby Szondy nedostal pomoc od banských měst a Novohradu. Pomocná vojska však nedorazila ani z jedné strany. Královská armáda v čele s Erasmem von Teufelem, hornouherským hlavním kapitánem se zdržovala v Levicích. Za toto váhání později zaplatila velkou cenu. O měsíc později v Bitvě u Plášťovců získala turecká armáda největší vítězství v Uhersku od dob bitvy u Moháče, a zajatého generála Teuffela v Konstantinopoli narazili na kůl.
Drégelští obránci před hradem podpálili snopy sena a začali nepřátele odstřelovat. V podvečer 6. července dorazil paša pod Drégelské hradby a vyzval Szondyho, aby se vzdal. Kapitán to odmítl, a Turci podpálili podhradí postavené ze dřeva a hlíny, čím zatlačili obránce do horního hradu. Další ráno začali Turci kopat zákopy, stavět obléhací věže, přinesli 3 kanóny, 6 houfnic a začali odstřelovat hrad.
Hrad odstřelovali bez přestávky od 7. do 8. července 1552, což mělo za následek zřícení bránové věže a početné trhliny na zdech. Potom zavelel paša pěšákům do útoku, ale Szondy a obránci hradu je odrazili, a způsobili Turkům velké ztráty. Ali po ústupu opět spustil dělostřeleckou palbu a prakticky rozstřílel celý hrad.
Před dalším útokem pěchoty Ali poslal k Szondymu Martina, kněze ze sousedního Nagyoroszi, a znovu ho vyzýval, aby se vzdal. Szondy opět odmítl, se zbytkem sil se připravil k rozhodujícímu útoku. Kapitán nechal přivést dva turecké zajatce, a vrátil je k pašovi jako vyslance se zprávou, aby z chlapců vychoval bohatýry a aby jeho tělo po bitvě pochovali s úctou.
Před rozhodujícím útokem Szondy všechny cenné věci na hradě spálil a zabil všechny koně, aby se nedostali do tureckých rukou. Poslední útok trval několik hodin, protože obránci kladli hrdinský odpor a padli do posledního muže. Po skončení útoku dal Ali paša vyhledat kapitánovo tělo, jeho hlavu vystavil na veřejnosti, potom vzdal úctu a k jeho hrdinství ho dal pochovat vojenským způsobem. Na znamení jeho odvahy dal vztyčit nad hrobem jezdecké kopí s vlajkou.